# Karen Lynn Gorney
Karen Lynn Gorney est une actrice américaine née le 28 janvier 1945 à Beverly Hills, Californie (États-Unis). Elle est particulièrement connue pour son rôle de Stephanie Mangano dans La Fièvre du samedi soir.

## Filmographie
- 1962 : David et Lisa (David and Lisa) : Josette
- 1970 : The Magic Garden of Stanley Sweetheart : Alicia
- 1970 : La Force du destin (All My Children)
- 1977 : La Fièvre du samedi soir (Saturday Night Fever) : Stephanie
- 1991 : La Manière forte (The Hard Way) : Woman in Subway
- 1992 : New York, police judiciaire Saison 2 : Du berceau au tombeau (Cradle to Grave)
- 1996 : Ripe : Janet Wyman
- 1997 : Men in Black : Announcer
- 1998 : New York, police judiciaire Saison 8 : Un Bébé à tout prix (Grief)
- 1999 : Broadway, 39ème rue (Cradle Will Rock) : Dancer
- 1999 : Final Rinse : Mrs. Parnell
- 2005 : Searching for Bobby D : Mrs. Argano
- 2006 : Les Soprano Saison 6 : Responsable mais pas coupable (Moe and Joe)
- 2006 : Six Degrees : Le Boxeur (The Puncher)
- 2006 : Six Degrees : L'Autre Facette (A New Light)
- 2008 : Dear J de Roberto Munoz et Mann Munoz
- 2010 : Bronx Paradise de Wayne Gurman et William Lappe
- 2010 : The Imperialists Are Still Alive! de Zeina Durra
- 2010 : One Hundred Years of Evil de Erik Eger et Magnus Oliv